# World of Warcraft: Shadowlands
World of Warcraft: Shadowlands é o oitavo pacote de expansão do MMORPG World of Warcraft. Foi anunciado em 1 de novembro de 2019 na Blizzcon e tem como tema o reino dos mortos do universo Warcraft, as Terras Sombrias. A data de lançamento incialmente era 27 de outubro de 2020, porém foi adiada para 23 de novembro do mesmo ano.

## Notícias
Shadowlands trará diversas mudanças ao jogo base, onde muitas delas já foram introduzidas com o pre-patch, lançado em 13 de outubro de 2020. Os principais novos recursos desta oitava expansão são:
- O limite de nível mudou de 120 para 60 (que era o limite original do jogo). Esta é a primeira expansão em que o nível máximo é reduzido (anteriormente, em Warlords of Draenor houve redução de status, não de nível, o mesmo ocorreu em Battle for Azeroth). Jogadores de nível 120 verão, portanto, seu nível reduzido para 50. (50 -> 60 para fazer durante a expansão)
- Um novo mundo, as Terras Sombrias, dividida em cinco novas zonas, cada uma ocupada por um Pacto que pode trazer sua ajuda e seus poderes para o jogador que decidir se juntar a ele:
  - O Bastião, pelos Kyrianos
  - Ardena, pelos feérios noturnos
  - Revendreth, pelos Venthyrs
  - Maldraxxus, pelos Necrolordes
  - A Gorja, sem Pacto.
- Uma nova masmorra em evolução, Thanator, a torre dos Malditos que está localizada no coração da Gorja.
- Oribos, a Cidade Eterna será o ponto de encontro principal da expansão, equivalentes a Shattrath e Dalaran em expansões anteriores.